# Apol·lònia de Creta
Apol·lònia (llatí Apollonia, grec Ἀπολλωνία) va ser una ciutat del nord de Creta, propera a Cnossos, esmentada per Esteve de Bizanci. No s'ha de confondre amb la ciutat homònima del sud de Creta. La ciutat va ser traïda pels cidoniates (de Cidònia), que eren els seus amics i aliats. El seu lloc era a les ruïnes de Megalo Kastron, prop d'Armyro. El Barrington Atlas of the Greek and Roman World situa temptativament Apol·lònia a Gazi, província de Malevizio, prefectura d'Iràklio.